# Słobodskoj
Słobodskoj (ros. Слободской) – miasto w Rosji, w obwodzie kirowskim, nad Wiatką.
Liczba mieszkańców w 2003 roku wynosiła ok. 34 000.
Wzmiankowane było już w XVI w., a prawa miejskie otrzymało w 1780 r.